# NNNスポーツニュース
『NNNスポーツニュース』（番組タイトルクレジットは「スポーツニュース」または「Sports News」）とは、日本テレビ系列（NNN）で1966年4月1日から1990年4月1日にかけて放送された、深夜最終便のスポーツニュース番組である。

## 概要
スポーツニュースは1950年代から『東芝提供 今日の出来事』に続いて放送されていたが、1966年4月のNNN発足とともに、このタイトルとなった。
月曜 - 金曜放送は1988年4月1日まで全国ネットワークで放送されるスポーツニュース単独の番組では一番短い22:54 - 23:00の6分間（のち22:51スタートの9分間）で編成され、プロ野球シーズン中は主としてプロ野球の速報（特に巨人戦を詳細に）を、シーズンオフも巨人の話題や注目のスポーツイベントのレポートを中心に編成された。月曜日 - 金曜日はVTRと字幕のみの構成で、担当アナウンサーは映像に顔を出さない「影読み」のナレーションに専念。スポーツイベントの多い土曜日・日曜日には時、放送時間を15分に拡大するとともに、日本テレビのアナウンサーが顔出しでキャスター（司会）を務めていた（紹介字幕では「苗字+アナウンサー」というパターンで表記）。ただし、放送期間の終盤（少なくとも1984年以降）には、月曜日 - 金曜日でもアナウンサーが顔出しでキャスターを担当。また、日本テレビや系列での放送時間を9分（土曜日・日曜日は15分）に拡大した後も、クロスネット局などでは5分（または6分）の短縮版で放送された。
週末版では、当日の生放送同時ネット最終番組でもあることから、エンディングで全国の簡単な天気予報も放送していた。
当番組キャスターは土曜担当者を除き、翌朝の『朝のニュース』と兼務をしていた。夜勤を兼ねていた。
1988年4月4日から月曜日 - 金曜日は『きょうの出来事 Sports&News』に内包され、スポーツコーナーとして時間を大幅に延長。土曜日・日曜日も1990年4月から同番組に内包され、単独放送は終了した。月曜日 - 金曜日に関してはその後、これに代って1988年4月から1989年9月まで『プロ野球ミニ情報』、1989年10月から1992年9月まで『スポーツトレイン』、1992年10月から1994年3月まで『スポーツアイランド』というミニ番組が放送された。
放送上のタイトルは、独自のタイトル（「よみうりスポーツニュース」）で放送していたよみうりテレビを除いて「スポーツニュース」。他の日本テレビ系列スポーツ番組と同様、この番組のオープニング及びエンディングの提供読みのBGMでも、黛敏郎作曲『スポーツ行進曲』（ジャイアント馬場のテーマ・全日本プロレス中継のテーマ曲）が使われていた。
ちなみに、日本テレビでは関東地区向けに、丸井の単独提供番組として放送。提供クレジットには、当時同局のアナウンサーだった福留功男のアナウンスによる音源を使用していた。他の地区では、丸井の店舗の有無に関係なく、別のスポンサーが付くかノンスポンサーで放送していた。

## 放送時間
| 期間                   | 月曜 - 金曜          | 土曜                  | 日曜                  |
| ---------------------- | -------------------- | --------------------- | --------------------- |
| （不明） - 1961年3月   | （不明）             | （不明）              | （不明）              |
| 1961年4月 - 1962年9月  | 21:10 - 21:15（5分） | 21:10 - 21:15（5分）  | 21:10 - 21:15（5分）  |
| 1962年10月 - 1963年9月 | 21:40 - 21:45（5分） | 21:40 - 21:45（5分）  | 21:40 - 21:45（5分）  |
| 1963年10月 - 1966年9月 | 22:10 - 22:15（5分） | 22:40 - 22:45（5分）  | 22:10 - 22:15（5分）  |
| 1966年10月 - 1967年9月 | 22:10 - 22:15（5分） | 23:10 - 23:15（5分）  | 23:10 - 23:15（5分）  |
| 1967年10月 - 1968年3月 | 23:10 - 23:15（5分） | 23:10 - 23:15（5分）  | 23:10 - 23:15（5分）  |
| 1968年4月 - 1969年3月  | 23:10 - 23:15（5分） | 23:40 - 23:45（5分）  | 23:40 - 23:45（5分）  |
| 1969年4月 - 1972年3月  | （放送なし）         | 23:40 - 23:45（5分）  | 23:40 - 23:45（5分）  |
| 1972年4月 - 1976年3月  | 23:10 - 23:15（5分） | 23:40 - 23:45（5分）  | 23:40 - 23:45（5分）  |
| 1976年4月 - 1984年3月  | 22:54 - 23:00（6分） | 23:40 - 23:50（10分） | 23:40 - 23:50（10分） |
| 1984年4月 - 1986年3月  | 22:54 - 23:00（6分） | 23:40 - 23:55（15分） | 23:40 - 23:55（15分） |
| 1986年4月 - 1988年3月  | 22:51 - 23:00（9分） | 23:40 - 23:55（15分） | 23:40 - 23:55（15分） |
| 1988年4月 - 1990年3月  | （放送なし）         | 23:40 - 23:55（15分） | 23:40 - 23:55（15分） |